# Det frie fald
 "Frit fald" omdirigeres hertil. For andre betydninger af Frit fald, se Frit fald (flertydig).
 Der er for få eller ingen kildehenvisninger i denne artikel, hvilket er et problem. Du kan hjælpe ved at angive troværdige kilder til de påstande, som fremføres i artiklen.

Det frie fald refererer til et frit fald i et uniformt tyngdefelt uden nogen anden påvirkning. Mere bredt kan begrebet også referere til alle fald i atmosfæren, så opdrift og luftmodstand er til stede.

## Modeller
Det følgende er matematiske modeller for det frie fald.

### Galileis faldlov
I det simpleste tilfælde er accelerationen {\displaystyle a} en konstant:
{\displaystyle a=-g}
hvor {\displaystyle g} er den konstante tyngdeacceleration, og minustegnet angiver, at legemet accelereres nedad. Hvis {\displaystyle y} er højden, kan loven også skrives som:
{\displaystyle {\frac {d^{2}y}{dt^{2}}}=-g}
da den anden afledte af positionen er accelationen. Her er {\displaystyle t} tiden. Ved at integrere på begge sider ses det, at:
{\displaystyle {\frac {dy}{dt}}=v_{0}-gt}
hvor {\displaystyle v_{0}} er legemets startfart i {\displaystyle y}-retningen. Ved endnu en integration følger:
{\displaystyle y(t)=y_{0}+v_{0}t-{\frac {1}{2}}gt^{2}}
hvor {\displaystyle y_{0}} er legemets startposition. Hvis et legeme starter ved højden {\displaystyle h} uden startfart, tager det tiden {\displaystyle t_{f}} at falde ned. Faldtiden er da givet ved:
{\displaystyle t_{f}={\sqrt {\frac {2h}{g}}}}

## Modellen for frit fald er ikke eksakt
Fuldstændig konstant er denne acceleration dog ikke. Da tyngdekraften varierer med afstanden mellem massecentrene i Jorden og det faldende legeme, vil tyngdeaccelerationen også variere en smule med højden. Ved Jordens overflade udvirker planetens tyngdekraft en tyngdeacceleration af ca. 9,82 m/s² (dog afhængigt af den breddegrad man befinder sig på). Stiger man fra havniveau til ti kilometers højde over dette, vil den øgede afstand til Jordens massecenter sænke denne værdi med blot 0,03 m/s².

## Frit fald; en del af bevægelseslæren
Inden for bevægelseslæren har man en række generelle formler for bevægelse ved konstant acceleration: For frit faldende legemer er accelerationen en konstant størrelse nær jordoverfladen, man anvender ofte værdien 9,82 m/s² i Danmark, så med bevægelsesformlerne kan man nøje beregne den øjeblikkelige højde og (lodrette) fart til ethvert tidspunkt i løbet af faldet.
Frit fald betyder at atmosfæren ikke yder nogen modstand mod bevægelsen, da det ikke er muligt at fjerne atmosfæren i større områder, må man betragte bevægelsesformlerne som idealiserende formler; som passer meget godt for små, tunge objekter næsten uden luftmodstand.

## Frit fald i flere dimensioner
Acceleration er matematisk set en vektor, dvs en størrelse, der har en udstrækning (længde) og en retning. En vektor afbildes grafisk som en pil. Tyngdeaccelerationens retning er direkte hen imod massecenteret for det legeme (f.eks. Jorden), der udøver tyngdekraften: Faldende legemers hastighed målt i tyngdeaccelerationens retning dvs. "lodret") vil vokse proportionalt med tiden.
Tyngdeaccelerationen har derimod ingen indflydelse på den hastighed, et faldende legeme måtte have i retninger vinkelret på tyngdeaccelerationens retning: En bil, der kører ud over en skrænt med 60 km/t, vil blive ved med at opretholde 60 km/t målt i det vandrette plan, men tyngdeaccelerationen vil samtidig få bilen til at accelerere nedad, dvs. forøge dens hastighed målt i lodret retning. Bilen vil, efter at have forladt skrænten, følge en parabel-formet bane. Bolde og andre legemer, der sparkes eller kastes mere eller mindre skråt til vejrs, vil ligeledes følge en såkaldt kasteparabel.